# Go Soeda
Go Soeda (Kanagawa, 5 de Setembro de 1984) é um tenista profissional japonês, representa da Equipe Japonesa de Copa Davis, Soeda, já chegou ao posto 47º da ATP em simples.

## Títulos

### Simples
| Legenda (Simples)      |
| Grand Slam (0)         |
| Tennis Masters Cup (0) |
| ATP Masters Series (0) |
| ATP Tour (0)           |
| Challengers (5)        |

| N. | Data              | Torneio     | Piso        | Oponente na final  | Placar        |
| 1. | Agosto 13, 2007   | Manta       | Duro        | Eduardo Schwank    | 6–4, 6–2      |
| 2. | Março 3, 2008     | Kyoto       | Carpete (I) | Matthias Bachinger | 7–6, 2–6, 6–4 |
| 3. | Abril 14, 2008    | Busan       | Duro        | Yen-Hsun Lu        | 6–2, ret.     |
| 4. | Maio 19, 2008     | New Delhi   | Duro        | Yen-Hsun Lu        | 6–3, 3–6, 6–4 |
| 5. | Novembro 24, 2008 | Toyota City | Carpete     | Hyung-Taik Lee     | 6–2, 7–6      |

## Performance em Grand Slams

### Simples
| Torneio            | 2007 | 2008 | 2009 | 2010 | 2011 | 2012 | 2013 | 2014 | 2015 | V-D  |
| ------------------ | ---- | ---- | ---- | ---- | ---- | ---- | ---- | ---- | ---- | ---- |
| Grand Slam         |      |      |      |      |      |      |      |      |      |      |
| Australian Open    | 1R   | Q1   | Q1   | Q1   | Q1   | Q2   | 2R   | 1R   | 2R   | 2–4  |
| Aberto da França   | A    | A    | A    | A    | 1R   | 1R   | 1R   | Q1   | 1R   | 0–4  |
| Wimbledon          | Q3   | Q2   | Q2   | 1R   | 1R   | 2R   | 2R   | Q1   | 1R   | 2–5  |
| US Open            | Q3   | Q1   | Q1   | Q1   | 1R   | 1R   | 1R   | Q1   | Q1   | 0–3  |
| V-D                | 0–1  | 0–0  | 0–0  | 0–1  | 0–3  | 1–3  | 2–4  | 0–1  | 1–3  | 4–16 |
| Estatísticas       |      |      |      |      |      |      |      |      |      |      |
| Finais             | 0–0  | 0–0  | 0–0  | 0–0  | 0–0  | 0–0  | 0–0  | 0–0  | 0–0  | 0–0  |
| Ranking Fim do Ano | 206  | 114  | 238  | 120  | 120  | 60   | 103  | 100  |      |      |

### Duplas
| Grand Slam          |     |     |     |
| Australian Open     | A   | 2R  | 1–1 |
| Aberto da Austrália | 2R  | A   | 1–1 |
| Wimbledon           | A   | A   | 0–0 |
| US Open             | 1R  | A   | 0–1 |
| V-D                 | 1–2 | 1–1 | 2–3 |